# Burhan Shahidi

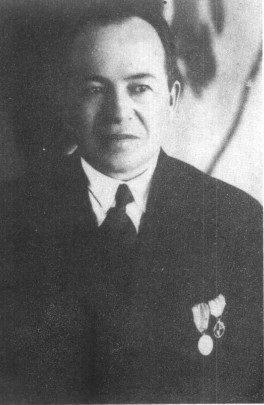
Burhan Shahidi, 1935

Burhan Shahidi (uigurisch بۇرھان شەھىدى, Yengi Burⱨan Xəⱨidi, chinesisch 包尔汉, Pinyin Bāo’ěrhàn, russisch Бурхан Шахиди, tatarisch Borhan Şähidi, gelegentliche Umschrift auch Burhan Shaxidi), eigentlich Bao Erhan (* 3. Oktober 1894 bei Kasan, Russland; † 27. August 1989) war ein uigurischer Politiker, der lange Zeit im Dienst der Volksrepublik China stand.

## Frühe Jahre
Über seine Herkunft gibt es widersprüchliche Angaben, seine Eltern sollen aus dem westchinesischen Bezirk Aksu stammen. Die meisten Quellen bezeichneten ihn als Uiguren, andere wiederum zumindest seine Mutter als tatarisch. Chinesischen und einigen anderen Angaben zufolge sei auch Burhan in Aksu geboren (Kreis Aksu Konaxeher) und die Familie erst 1908 nach Russland emigriert.
Aus Russland kehrte er nach dem Sturz der Monarchie in China 1912 nach Xinjiang zurück und betrieb eine Werkstatt, 1929–1933 soll er in Berlin studiert haben. Danach war er 1933–1937 Vizegouverneur dreier Provinzen der Region und wurde 1937 chinesischer Konsul in den Sowjetrepubliken Kasachstan und Usbekistan, aber 1938–1944 vom Warlord Sheng Shicai inhaftiert.
Nachdem die nationalchinesischen Kuomintang Sheng 1944 abgesetzt hatten, wurde Shahidi zunächst Bezirksgouverneur der Provinzhauptstadt Ürümqi. Nach dem Ende des Zweiten Weltkrieges rangen die Sowjetunion und Nationalchina um den dominierenden Einfluss in der Region, Shahidi wurde 1946 in eine revolutionäre Koalitionsregierung berufen und führte für die Kuomintang 1947 in Nanking Geheimverhandlungen mit der Sowjetunion.
Als Kompromisskandidat wurde Burhan Shahidi noch im Dezember 1948 von den Kuomintang zum letzten Gouverneur von Xinjiang berufen und bildete eine Provisorische Regierung in Ürümqi.

## Auf Seiten der Volksrepublik
Nach dem sich abzeichnenden Sieg der Kommunisten über die Nationalchinesen führte Shahidi im Januar 1949 Geheimverhandlungen über eine Abkehr von den Nationalisten, ab Februar 1949 marschierte die Volksbefreiungsarmee auch in Xinjiang ein. Shahidi trat im September der Kommunistischen Partei Chinas bei, wurde in den Nationalen Volkskongress gewählt und blieb so bis September 1955 zunächst weiterhin Provinzgouverneur. Zusammen mit dem Hui-Chinesen Da Pusheng und dem Uiguren Yiming Mahesum unternahm er 1952 über Pakistan eine erste offizielle Pilgerreise nach Mekka in Saudi-Arabien. Im gleichen Jahr wurde Shahidi zum Direktor der halbstaatlichen Gesellschaft Chinesischer Muslime (Da Pusheng wurde Stellvertreter) berufen, die 1956 einen eigenen Ableger für Xinjiang bildete.
Von 1954 bis 1964 war Shahidi als Repräsentant der Uiguren Xinjiangs Vizepräsident des Nationalkomitees der Beratenden Versammlung der Chinesischen Völker (Nationalitätenkomitee der Politischen Konsultativkonferenz).
Darüber hinaus hatte die Zentralregierung in Peking Größeres mit ihm vor. Sie setzten Shahidi an die Spitze einer Kulturdelegation, die auf ihren Nahost-Reisen inoffizielle Verhandlungen über die Aufnahme diplomatischer Beziehungen führte. Ziel war die Isolierung der nach Taiwan geflüchteten Nationalregierung und ihre Isolierung in der UNO. Schon 1956 hatte Shahidi nach Gesprächen mit Gamal Abdel Nasser, Schukri al-Quwatli und Muhammad al-Badr persönlichen Erfolg: Ägypten, Syrien und Yemen erkannten als erste arabische Staaten die Volksrepublik China an; Jordanien und Saudi-Arabien stellten zumindest Geldmittel für die chinesischen Muslime in Xinjiang zur Verfügung. Auf seiner zweiten Pilgerfahrt nach Mekka wurde er von König Saud ibn Abd al-Aziz geehrt.
Im März und Juli 1959 schließlich wirkte Shahidi als Drahtzieher der kommunistischen Umsturzversuche von Mossul und Kirkuk im Iraq. Diese Putschversuche scheiterten ebenso wie die Versuche Chinas und der Sowjetunion, mit Hilfe der nahöstlichen Verbündeten Taiwan in der UNO abzulösen. Shahidis Stern begann mit Beginn der (jeglicher Religion und Tradition überhaupt feindlichen) sogenannten Kulturrevolution 1966, der Xinjiangs schon mit der erfolgreichen Atomforschung 1963/64 zu sinken. Shahidis Chinesisch-Islamische Gesellschaft druckte anstelle des Koran fortan atheistische Propaganda, Shahidi selbst wurde 1966 abgesetzt.

## Im sowjetischen Exil und zurück in China
Nachdem schon 1962 mehrere Zehntausend Kasachen, Kirgisen und Uiguren vor der durch kommunistische Kollektivierung verursachten Hungersnot auf ihren Pferden in die UdSSR geflohen waren, emigrierte schließlich auch Shahidi. Einerseits waren ihm zu enge Kontakte zur Sowjetunion, andererseits eine kapitalistische Orientierung für Xinjiang angelastet worden. Im sowjetischen Mittelasien stellte er sogar eine Exilarmee auf und avancierte zum General der Sowjetunion, während China und die Sowjetunion auf einen militärischen Konflikt zusteuerten.
Nach dem Ende der Kulturrevolution wieder in die Volksrepublik zurückgekehrt, war Shahidi von 1978 bis zu seinem Tode nochmals Vizepräsident des Nationalkomitees der Beratenden Versammlung der Chinesischen Völker, wurde jedoch nicht wieder zum Vorsitzenden der Gesellschaft der Muslime Chinas berufen. Zuletzt war er Ehrenpräsident der Gesellschaft.

## Familie
Burhan Shahidi hinterließ mit seiner aus Gulja stammenden Frau Rashida Khanum acht Kinder. Deren Nachkommen wiederum heirateten Uiguren, Kasachen, Tataren, Usbeken und Han-Chinesen und leben heute in China, Kasachstan und Usbekistan.
- Shahidis älteste Tochter Suum heiratete den uigurischen Politiker Oegur, der einer der ersten Uiguren war, der zusammen mit seinem Schwiegervater 1949 der Kommunistischen Partei Chinas beitrat. Oegur und Suum studierten in Moskau, Oegur wurde zunächst chinesischer Vizekonsul in Kasachstan, dann Vizedirektor der Xinjiang Akademie der Wissenschaften, wo er einen kurzen geschichtlichen Abriss über die Uiguren verfasste.
- Shahidis Sohn Mulati und dessen Frau Kamar studierten in Peking und arbeiten in Xinjiangs Ölindustrie, während Kamars Eltern in die Sowjetunion emigrierten.
- Shahidis Sohn Murad Burhan ist Professor an der Akademie der Wissenschaften in Alma-Ata, Kasachstan.